# Ierapetra
Ierapetra (Grieks: Ιεράπετρα) is een stadje en gemeente op het Griekse eiland Kreta, gelegen aan de zuidkust. Het is niet alleen de meest zuidelijke stad van Kreta, maar ook van Griekenland en Europa. Het ligt in het meest oostelijke Kretenzische departement Lasithi, 36 kilometer van de plaats Agios Nikolaos aan de noordkust van het eiland, en heeft ongeveer 15.400 inwoners.

## Geschiedenis
Ierapetra was al in de Minoïsche tijd bekend als haven (Hierapytna) en belangrijk voor de handel met Afrika en Azië. Uit het verleden is echter enkel een Venetiaans fort uit de 13e eeuw overgebleven. Het fort is in de 16e eeuw herbouwd, nadat een aardbeving Ierapetra totaal verwoestte. Er is een klein archeologisch museum in het plaatsje. In juli 1798 zou Napoleon in Ierapetra overnacht hebben, terwijl hij onderweg was naar Egypte. Ierapetra heeft de bijnaam bruid van de Libische Zee, als enige stad en plaats van importantie aan de zuidkust van het eiland. In de buurt van Ierapetra ligt het complex Gournia.

## Economie
Behalve van het toerisme leeft de bevolking van de glastuinbouw, waarin onder meer komkommers, tomaten en paprika's worden verbouwd. Eigenlijk is er meer sprake van plastic- dan van glastuinbouw. De kassen zijn opgetrokken uit houten skeletten en voorzien van landbouwplastic. Door de introductie van deze manier van werken konden jaarlijks meerdere oogsten worden binnengehaald waardoor de streek rondom Ierapetra er economisch fors op vooruit ging. De kassen vinden we in het bijzonder aan de zuidkant van Kreta omdat het aan de noordkant te hard waait. Het deel tussen Ierapetra en Nea Mirtos heeft door de introductie van de kassen landschappelijk te lijden gekregen maar deze vorm van tuinbouw heeft grote welvaart gebracht. Ierapetra is daardoor een van de rijkste steden van Griekenland geworden (gemeten naar autobezit in euro's per inwoner). De Nederlander Paul Kuijpers introduceerde de kastuinbouw eind jaren zestig in het gebied, en wordt in het naburige dorp Gra Ligia daarvoor geëerd met een buste.
Ook de productie van olijfolie is een belangrijke bron van inkomsten voor de streek.

## Ligging
Twaalf kilometer uit de kust ligt het onbewoonde eiland Chrisi, volgens Europese normen een exotische plek met een nauwelijks verstoorde natuur. Op het eiland bevindt zich een Libisch cederwoud, het enige natuurlijke cederwoud van Europa. Vlak bij Chrisi ligt het kleinere eiland Mikronissi. Vanaf mei tot in oktober gaan er dagelijks boten vanuit Ierapetra naar Chrisi.

## Bestuurlijk
Ierapetra is sedert 2011 een fusiegemeente (dimos) in de Griekse bestuurlijke regio (periferia) Kreta.
De twee deelgemeenten (dimotiki enotita) van de fusiegemeente zijn de plaats Ierapetra (Ιεράπετρα), inclusief de dorpen Mirtos en Stomio en Makry Gialos (Μακρύ Γιαλός).

## Klimaat
Volgens de Griekse weerdienst HMNS is Ierapetra Griekenland's warmste stad met een gemiddelde jaarlijkse temperatuur van 20.1 °C. Ierapetra heeft 3101 uur aan zonneschijn per jaar en is ook Griekenland's zonnigste stad volgens het HNMS.
| Maand                  | jan   | feb  | mrt  | apr  | mei  | jun  | jul  | aug  | sep  | okt  | nov  | dec   | Jaar  |
| ---------------------- | ----- | ---- | ---- | ---- | ---- | ---- | ---- | ---- | ---- | ---- | ---- | ----- | ----- |
| Gemiddeld maximum (°C) | 16,1  | 16,2 | 17,6 | 20,4 | 24,5 | 29,2 | 31,8 | 31,8 | 28,8 | 24,9 | 21,1 | 17,7  | 23,4  |
| Gemiddeld minimum (°C) | 8,9   | 8,7  | 9,7  | 11,8 | 15,2 | 19,4 | 22,7 | 22,9 | 20,2 | 16,7 | 13,5 | 10,6  | 15,1  |
|                        |       |      |      |      |      |      |      |      |      |      |      |       |       |
| Neerslag (mm)          | 133,8 | 94,9 | 80,1 | 35   | 14,2 | 5,6  | 0,5  | 2    | 20,4 | 90,5 | 75,9 | 108,9 | 661,8 |

## Foto's

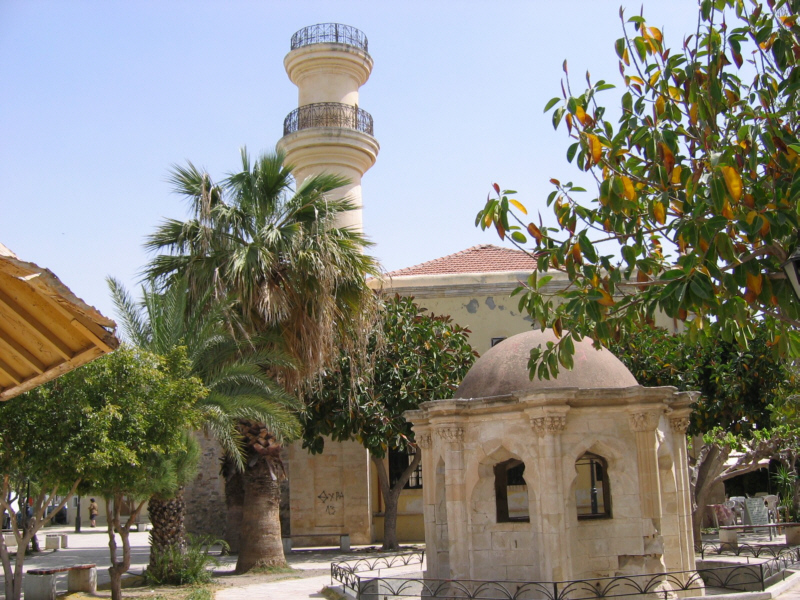
Voormalige Turkse moskee in Ierapetra (2005)
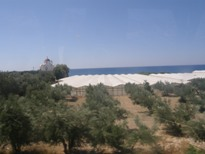
Kassenbouw in de omgeving van Ierapetra (2008)